# Wolfgang Seifen
Wolfgang Seifen (* 1956 in Bergheim/Erft) ist ein deutscher Organist, Komponist, Kirchenmusiker und emeritierter Hochschullehrer für Orgelimprovisation.

## Leben

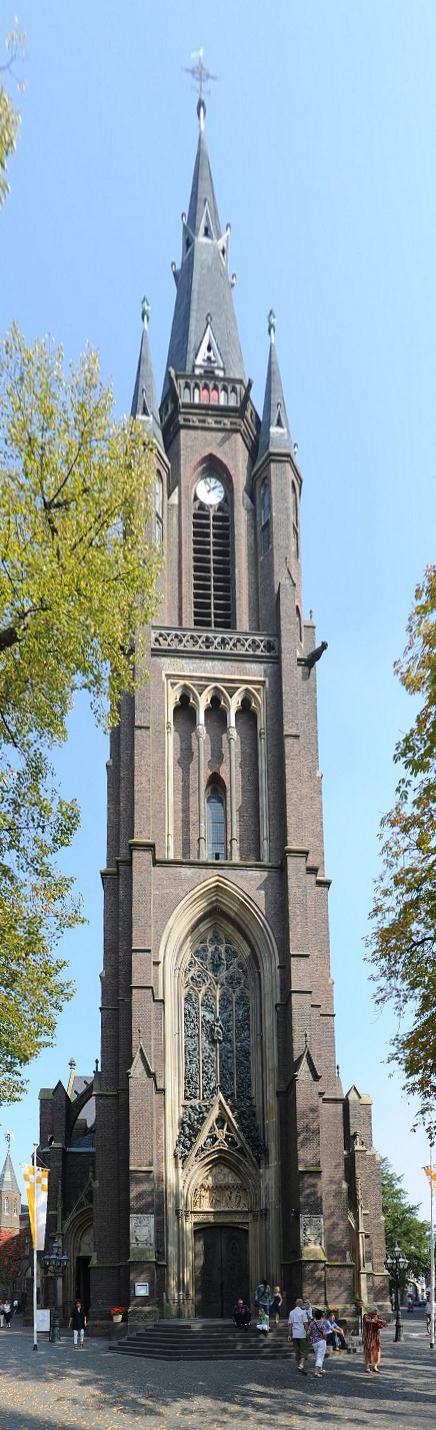
Marienbasilika, Kevelaer, 2011

Wolfgang Seifen wuchs in Oberaußem im Kreis Bergheim auf. Bei Hermann Kräling erwarb er grundlegende Kenntnisse in Musiktheorie, Klavier und Orgel. Ab 1967 besuchte er das Musikgymnasium der Regensburger Domspatzen. Von 1973 bis 1976 studierte er katholische Kirchenmusik am Gregoriushaus in Aachen. Von 1976 bis 1983 war er Kirchenmusiker an St. Sebastian Nettetal-Lobberich und, von 1983 bis 2000, Organist an der Päpstlichen Marienbasilika zu Kevelaer. Dort etablierte er den Freundes- und Förderkreis der Basilikakonzerte und die Internationalen Orgeltage. Zusammen mit Paul Wißkirchen gründete er die Internationale Altenberger Orgelakademie für Improvisation und war von 1987 bis 2022 deren ständiger Dozent.
Parallel dazu leitete Seifen von 1989 bis 1992 die Orgelklasse für Improvisation und Liturgisches Orgelspiel an der Hochschule für Musik und Darstellende Kunst in Stuttgart. Von 1992 bis 2000 hatte er einen Lehrauftrag für Improvisation und Liturgisches Orgelspiel an der Robert Schumann Hochschule in Düsseldorf, wo er 1995 zum Honorarprofessor ernannt wurde. Im Oktober 2000 wurde er zum Professor für Improvisation und Liturgisches Orgelspiel an der Universität der Künste in Berlin ernannt; im Oktober 2021 erfolgte seine Emeritierung. 2002 wurde er von Kardinal Sterzinsky in die Kirchenmusik-Kommission des Erzbistums Berlin berufen. Von 2003 bis 2009 war er Vorsitzender der Konferenz der Leiter katholischer Ausbildungsstätten für Kirchenmusik in Deutschland.

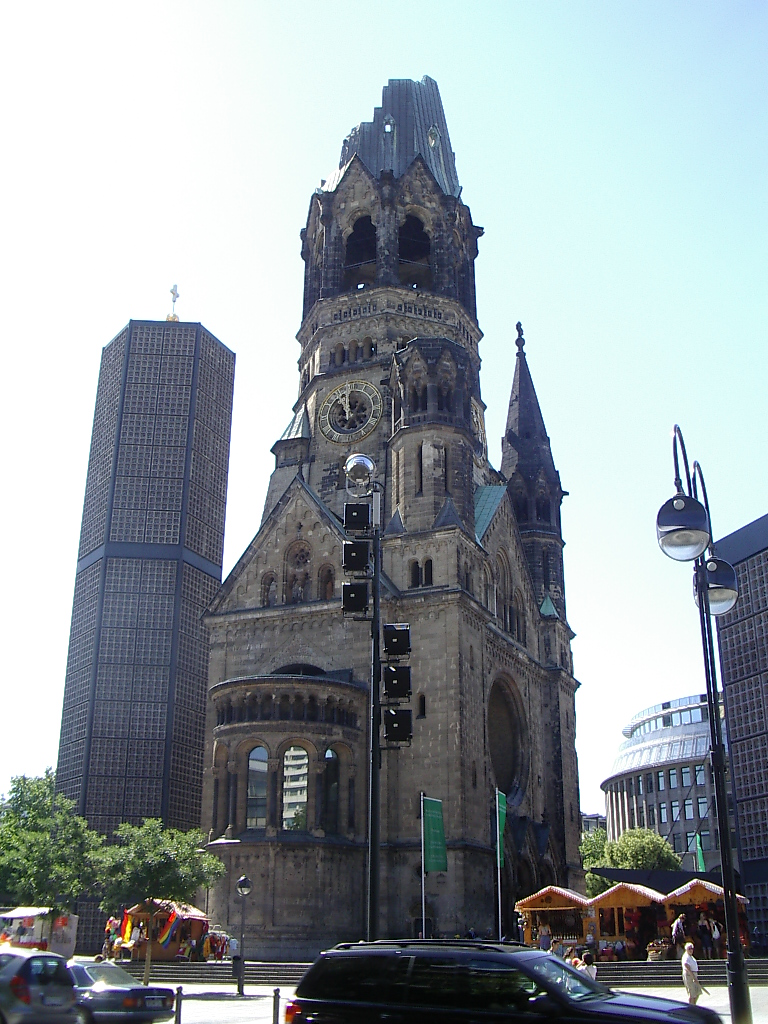
Kaiser-Wilhelm Gedächtnis-Kirche in Berlin, 2008

Von 2004 bis 2022 war Seifen Titularorganist an der Kaiser-Wilhelm-Gedächtnis-Kirche in Berlin, wo er künstlerischer Leiter des Internationalen Orgelimprovisationsfestivals Berlin und (gemeinsam mit Helmut Hoeft) der Orgelkonzertreihe Meisterkonzerte Berlin war. Von ihm liegen zahlreiche Veröffentlichungen über Orgelbau und Orgelimprovisation sowie Kompositionen für Chor, Orgel und Kammermusik vor. Ferner wirkte er bei zahlreichen Rundfunk- und Fernsehproduktionen mit, veröffentlichte CD-Einspielungen mit Orgelimprovisationen und geht einer umfangreichen internationalen Konzerttätigkeit nach. Seit März 2024 ist Wolfgang Seifen Vorsitzender des Orgelbauvereins Kevelaer e. V.

## Kompositionen

### Orgel solo
- Allegretto scherzando (Hermann Rau (Hrsg.): Ludus Organisticus. Berlin: Strube, 1995).
- Allegro (Ludus Organisticus. Berlin: Strube, 1995).
- Arabesque „Salve regina“ (Wolfgang Seifen: Orgelwerke. Mainz: Schott, 2013).
- Cantabile (Ludus Organisticus. Berlin: Strube, 1995).
- Cantilena (Hans-Peter Bähr (Hrsg.): Idylle – 20 meditative Orgelstücke. St. Augustin: Butz: 2024).
- Choralfantasie: Prelude „Christ ist erstanden“ (Seifen: Orgelwerke. Mainz: Schott, 2013).
- Elevation (nach der Trauung) (Seifen: Orgelwerke. Mainz: Schott, 2013).
- Fantaisie populaire (Seifen: Orgelwerke. Mainz: Schott, 2013).[5]
- Finale „Salve, festa dies“ (Seifen: Orgelwerke. Mainz: Schott, 2013).
- Fuge (Offertoire) (Seifen: Orgelwerke. Mainz: Schott, 2013).
- Introduktion, Choral und Toccata (Seifen: Orgelwerke. Mainz: Schott, 2013).
- Konzertstück (1997).[6]
- Macht hoch die Tür. Phantasie im romantischen Stil (Eibelstadt: Stretta, 2013).
- Meditation (Communio) (Seifen: Orgelwerke. Mainz: Schott, 2013).
- Messe de Mariage: Marche Pontificale (Entrée) (Seifen: Orgelwerke. Mainz: Schott, 2013).
- Prière (Ludus Organisticus. Berlin: Strube, 1995).
- Thema mit Variationen (Ludus Organisticus. Berlin: Strube, 1995).
- Toccata (Sortie) (Seifen: Orgelwerke. Mainz: Schott, 2013).

### Orgel mit anderen Instrumenten
- Konzert für Orgel und Orchester (Aachen: Musikverlag Klaus Schruff).
- Symphonie für Orchester und Orgel (2022) (Eibelstadt: Stretta, 2024).

### Geistliche Vokalmusik
- Angelus Autem für gemischten Chor a cappella (Berlin: Berliner Chormusik-Verlag, 2002).
- Die Nacht ist vorgedrungen für achtstimmig gemischten Chor a cappella (Berlin: Berliner Chormusik-Verlag, 2008).
- Gott, der die lebendige Quelle ist für gemischten Chor a cappella (Klaus Heizmann (Hrsg.): Segne und behüte uns. Mainz: Schott, 2014).
- Gott trage dich über Berge und durch Täler für gemischten Chor a cappella (Segne und behüte uns. Mainz: Schott, 2014).
- In paradisum deducant te Angeli für gemischten Chor a cappella (Berlin: Berliner Chormusik-Verlag, 2003).
- Jauchzet dem Herrn – 100. Psalm für Kinderchor, 2 Flöten, 2 Violinen und Violoncello (1977) (Berlin: Berliner Chormusik-Verlag, 2004).
- Johannes-Passion für gemischten Chor und Solisten.
- Messe Solenelle für Chor und Orgel (Mainz: Schott, 2016).
- Missa in G für gemischten Chor a cappella (1978) (Berlin: Berliner Chormusik-Verlag, 2002).
- Missa festiva „In honorem Sancti Liborii“ für gemischten Chor und konzertierende Orgel (Mainz: Schott, 2015).
- Missa Solemnis „Tu es Petrus“ zum 80. Geburtstag des Heiligen Vaters Papst Benedikt XVI. für gemischen Chor, Orchester und Orgel (St. Augustin: Butz, 2010).[7]
- Motetten I für gemischten Chor a cappella (Berlin: Berliner Chormusik-Verlag):
  - Beati mundo corde.
  - Gloriosa dicta sunt.
  - Benedicat vobis.
- Motetten II für gemischten Chor a cappella (Berlin: Berliner Chormusik-Verlag):
  - Exsultet in domino.
  - Beati omnes.
  - Confirma hoc deus.
- Salve Regina für gemischten Chor a cappella (Berlin: Berliner Chormusik-Verlag, 2008).
- Selig sind, die da Leid tragen für gemischten Chor a cappella (Berlin: Berliner Chormusik-Verlag, 2003).
- Tryptique Symphonique für Chor, Soli, Orchester und Orgel.

### Sonstige Werke
- Vier Frühlingslieder für vierstimmigen Frauenchor a cappella (Berlin: Berliner Chormusik-Verlag, 2009):
  - Grüß Gott, du schöner Maien.
  - Der Mai, der Mai, der lustige Mai.
  - Singt ein Vogel.
  - Nun will der Lenz uns grüßen.
- Solo-Gesänge mit Klavier- und Orgelbegleitung.

### Bearbeitungen
- Johannes Brahms: Rhapsodie g-Moll, op. 79 (Bearbeitung für Orgel).
- Edvard Grieg: Ballade g-Moll, op. 24 (Bearbeitung für Orgel).
- Alexandre Guilmant: Symphonie d-Moll, op. 42 (Bearbeitung für Chor, Soli, Orchester und Orgel).
- Felix Mendelssohn Bartholdy: Lieder ohne Worte (Auswahl) (Bearbeitung für gemischten Chor und Orgel).
- Max Reger: Sonatine a-Moll, op. 89 (Bearbeitung für Orgel).
- Robert Schumann: Dichterliebe, op. 48 (Bearbeitung für gemischten Chor und Klavier).
- Robert Schumann: „Aufschwung“ aus den Fantasiestücken, op. 12 (Bearbeitung für Orgel).
- Robert Schumann: Klavierkonzert a-Moll, op. 54, 1. Satz (Bearbeitung für Orgel).
- Louis Vierne: Messe Solennelle, op. 16 (Bearbeitung für Chor, Orchester und Orgel).

## Bibliographie
- Die Stellung der Pfeifenorgel in der römischen Liturgie – Gedanken eines Kirchenmusikers. Sinfonia Sacra. Zeitschrift für katholische Kirchenmusik 1, Nr. 3 (1993).
- Die Orgelwerke der Marienbasilika zu Kevelaer. München: Schnell und Steiner.
- Die Seifert-Orgel der Kerzenkapelle zu Kevelaer. Weeze: Palka-Verlag.
- Katholische Klanglichkeit. Das Besondere einer Improvisation „sub Communione“. Musik und Kirche 71, Nr. 1 (2001), S. 12–15.

## Schüler
- Dirk Elsemann
- Alexander Grün
- Jan von Hassel
- Michael Hoppe
- Paul Kayser
- Otto Maria Krämer
- Samuel Kummer
- Michael Landsky
- Elmar Lehnen
- Lucas Pohle
- Simon Rager
- Juan de la Rubia
- Jörg Josef Schwab
- Stefan Vanselow
- Tjaco van der Weerd